# Concesión francesa de Shanghái
La concesión francesa de Shanghái (en chino tradicional, 上海 法 租界; pinyin, Shànghǎi Fǎ Zūjiè; en francés: Concession française de Changhai) es una zona histórica en el centro sur de la ciudad de Shanghái, en China, que se denominó así tras la segunda guerra del Opio, cuando los franceses ocuparon esta zona tras ganar la guerra, junto con los británicos, contra el Imperio Qing. En esa época la Concesión Francesa fue gobernada por los franceses como si fuera parte de Francia desde 1849 hasta 1946.
Se amplió progresivamente a finales del siglo XIX y principios del siglo XX, y llegó a su fin cuando la Francia de Vichy firmó en 1943 un acuerdo en Nankín. El área cubierta por la antigua Concesión Francesa fue, durante gran parte del siglo XX, el principal distrito residencial y comercial de Shanghái, y fue también el centro del catolicismo en la ciudad. A pesar del desarrollo en las últimas décadas, la zona se conserva y es un popular destino turístico tanto para nacionales chinos como extranjeros.

## Historia

### Establecimiento
La Concesión Francesa fue establecida el 6 de abril de 1849, cuando el cónsul francés en Shanghái, Charles de Montigny, obtuvo la proclamación de manos de Lin Kouei, el gobernador designado por la Dinastía Qing, autorizando ciertos territorios para concedérselo a los franceses. La extensión de la Concesión Francesa en la época se extendía al sur de la Ciudad Vieja, al norte del Canal de Yangjingbang, al oeste del Templo de Guan Yu y el Puente Zhujia, y al este a los bancos del río Huangpu entre la Unión de Guangdong-Chaozhou y la desembocadura del Canal de Yangjingbing. La Concesión Francesa ocupó efectivamente un estrecho "collar" de tierra alrededor de la parte norte de la Ciudad Vieja, al sur de la Concesión Británica. En un área de 66 hectáreas (986 mu), la Concesión Francesa poseía la tercera parte de superficie que la Concesión Británica en aquella época. En 1861 fue añadida una pequeña franja de ribera al este de la Ciudad Vieja, para permitir la construcción del Quai de France, un muelle portuario comercial que servía de punto de conexión entre China y Francia.

### Ascenso y caída
La primera expansión significativa de la Concesión Francesa fue acordada en 1899 y proclamada en 1900, permitiendo que la entidad colonial duplicase su extensión. El área añadida a la Concesión se situó inmediatamente al oeste del territorio original.

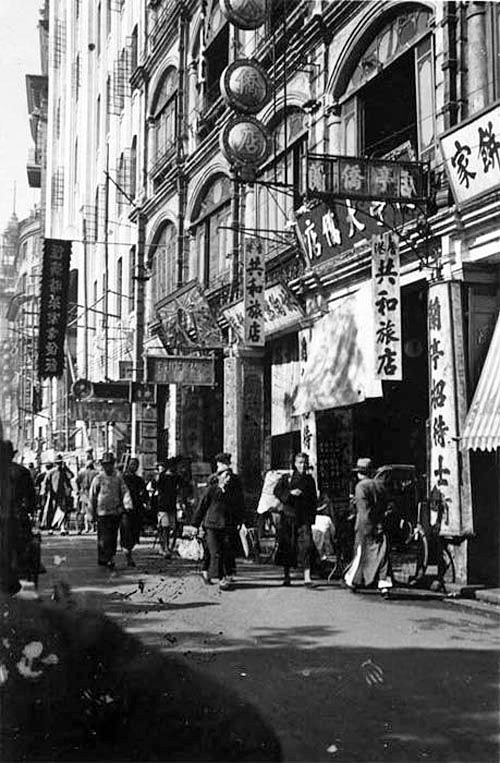
Rue du Consulat ("Calle del Consulado") en la década de 1930, actual Calle de Jinling Este. Esta calle fue la principal arteria de la Concesión Francesa original.

En 1902, los franceses introdujeron desde Francia algunos plátanos comunes como decoración urbana en la Avenida Joffre (actual Calle Huaihai). Popularizados como árboles de decoración urbana en la China contemporánea, debido a su historia se les conoce en chino mandarín como "plátanos franceses".

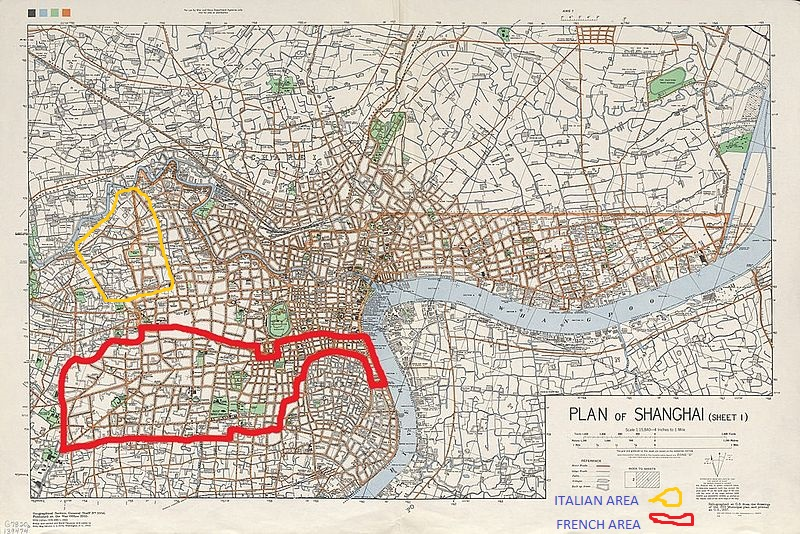
La concesión francesa (rojo) y la italiana (amarillo)

Mientras tanto, desde la década de 1860, las autoridades de la Concesión Francesa (así como el resto de autoridades de las concesiones) comenzaron a construir "calles extra-concesionales" fuera de los límites de la Concesión. La primera de estas calles fue construida para conectar la puerta occidental de la Ciudad Vieja con la fortaleza católica de Zi-ka-wei (Xujiahui), para permitir a las tropas francesas moverse más rápidamente entre la concesión y las tierras de la Iglesia Católica en la zona. Controladas por las autoridades de la Concesión, las calles extra-concesionales otorgaron control efectivo a Francia y las demás potencias occidentales sobre territorios que excedían lo estipulado más allá de sus concesiones formales. En 1913, Francia solicitó poderes policiales sobre sus calles extra-concesionales, lo que significó una expansión de facto de la Concesión. El gobierno de Yuan Shikai aceptó, dando a Francia poderes policiales y de recaudación tributaria sobre las llamadas "calles extra-concesionales" bajo su jurisdicción. Este acuerdo proclamado en 1914 daba a la Concesión Francesa control sobre un área significativamente mayor entre la Ciudad Vieja y Xujiahui, hasta 15 veces mayor al territorio original. Como prebenda para la mayor parte de residentes chinos nativos en el nuevo territorio, se concedieron dos asientos más para los miembros chinos en el Consejo de Administración. Inspirados por la expansión exitosa de los franceses, la Concesión Internacional de Shanghái también solicitó el traspaso de poderes administrativos sobre sus propias calles extra-concesionales en 1914, pero se le fue denegado.
Para la década de 1920, la Concesión Francesa se desarrolló como la zona residencial más destacada de Shanghái. En particular, la expansiva e inicialmente escasamente poblada "Nueva Concesión Francesa", obtenida bajo la segunda expansión de 1914, se volvió popular para extranjeros de todas las nacionalidades, y más tarde también entre los residentes chinos más acaudalados, para construir casas en mayores parcelas de terreno que las que podían obtener en las concesiones originales, más densamente pobladas. Conforme crecía la demanda, numerosos edificios de apartamentos de diversos niveles de lujo fueron construidos, así como numerosas residencias shikumen para satisfacer la demanda del creciente número de residentes chinos. Se desarrollaron vibrantes áreas comerciales, ayudado en parte por el influjo de rusos blancos tras la Revolución Rusa en 1917.

### El principio del fin
Durante la Batalla de Shanghái, las fuerzas de la República de China bombardearon la Concesión Francesa por error en dos ocasiones, matando a varios millares de personas.
Cuando Japón ocupó la ciudad en batalla, sus tropas cruzaron a la Concesión Internacional sin oposición, pero al entrar en la Concesión Francesa, el vicealmirante Jules Le Bigot - comandante de las Fuerzas Navales en el Lejano Oriente, se sentó en una silla en medio de la calle frente a sus vehículos y les obligó a negociar para finalmente solo permitir el paso de un convoy de suministros desarmado. El 4 de diciembre de 1937, convoyes japoneses desarmados fueron autorizados a cruzar la Concesión Francesa.
A principios de 1941, la ocupación de Shanghái por las tropas del Imperio Japonés forzaron a decenas de miles de chinos a refugiarse en las concesiones. El Bataillon Mixte d'Infanterie Coloniale de Chine (BMICC), muchas de cuyas tropas eran soldados procedentes de la Indochina Francesa, se encargó de la seguridad.

### Ocaso y legado
En 1943, durante la Segunda Guerra Mundial, el gobierno de la Francia de Vichy anunció que renunciaría a sus concesiones en Tianjin, Hankou y Guangzhou. Estas plazas fueron transferidas al gobierno colaboracionista de Wang Jingwei el 5 de junio de ese mismo año. Después de la guerra, ni el régimen de Vichy ni el Gobierno Nacionalista de Wang fueron reconocidos universalmente como legítimos, pero el nuevo gobierno de posguerra en Francia lo reconoció como fait accompli en el Acuerdo Sino-Francés de Febrero de 1946. Este acuerdo, firmado por el Kuomintang gobernante de Chiang Kai-shek, llevó a las tropas chinas a entregar la parte norte de la Indochina Francesa a cambio de la retirada francesa de todas sus concesiones extranjeras en China, incluyendo Guangzhouwan.
La antigua Concesión Francesa permaneció principalmente sin cambios durante las primeras décadas de la República Popular China. A finales de la década de 1980 y principios de la década de 1990, sin embargo, el desarrollo ampliamente desregulado de la zona tiró abajo muchos vecindarios. Por ejemplo, los plátanos comunes de la antigua Avenida Joffre fueron retirados en la década de 1990, siendo recolocados únicamente tras una ola de protestas públicas. El antiguo edificio del Club Francés y sus jardines, que solían ser usados como campo deportivo en sus primeros días, fueron retirados y convertidos en la base para el lujoso hotel Okura Garden.
En la década del 2000, el Gobierno decretó un desarrollo más regulado y controles de planificación en la zona.

## Extensión
Desde 1914 hasta su abolición, la Concesión Francesa cubría la parte nordeste del actual Distrito de Xuhui y la parte occidental del Distrito de Huangpu (antiguo Distrito de Luwan), ocupando el centro, el sur y el oeste de la Shanghái urbana. Comprendía también una pequeña franja extendida al este de la Rue du Consulat, actual Calle de Jinling Este, hasta el Quai de France, hoy Calle Zhonghan Este-2, que se extendía alrededor del río Huangpu hasta el sur del Bund.
Al sureste de la Concesión Francesa se encontraba la Ciudad Amurallada bajo soberanía china. Al norte se encontraba la Concesión Británica, que más tarde formaría parte de la Concesión Internacional de Shanghái. Los barrios franceses y británicos estaban separados por varios canales: en el este, estaba el Canal de Yangjingbang, un arroyo que se adentraba en el río Huangpu. Estos canales fueron posteriormente vaciados y se convirtieron en la "Avenida Eduardo VII" en el este y en la "Avenida Foch" en el oeste, ambos parte hoy en día de la Calle Yan'an. Al sur, la Concesión Francesa se extendía hasta el Canal de Zhaojiabang, hoy vaciado y comprendido por las calles Zhaojiabang y Xujiahui.

## Gobierno
El oficial francés al mando de la Concesión Francesa era el Cónsul General de Francia en Shanghái. Mientras que los franceses inicialmente participaron en el Consejo Municipal de la Concesión Internacional, en 1862 se tomó la decisión de salir del Consejo Municipal Internacional para preservar la autonomía de la Concesión Francesa. Desde entonces, la gobernanza del día a día se llevó a cabo por el Consejo de Administración Municipal (Conseil d'administration municipale). Las oficinas del Consejo se ubicaban inicialmente en la "rue du Consulat", la calle principal de la Concesión original. En 1909, se inauguró un nuevo edificio en la Avenida Joffre. Este edificio en la actualidad es parte de un centro comercial.
La seguridad pública en la Concesión era mantenida por la Guardia Municipal de la Concesión Francesa (Garde municipale de la Concession Française). Del mismo modo que los británicos emplearon a muchos policías indios en la Concesión Internacional, los franceses desplegaron a mucho personal de la cercana colonia de Annam, en el actual Vietnam. Una milicia de voluntarios formó en un primer momento el grueso de la defensa del asentamiento, formada en la década de 1850 para proteger la Concesión durante la sangrienta Rebelión Taiping. A partir de 1915 un batallón de infantería colonial de fusileros de Tonkín procedente de la Indochina Francesa proveyó de una guarnición militar a la Concesión Francesa.
Como potencia de tratado, Francia tenía garantizada jurisdicción extraterritorial y ejercía jurisdicción consular en la Concesión Francesa. Los casos que implicaban a ciudadanos franceses eran procesados por un tribunal consular francés. Los asuntos que implicaban a ciudadanos chinos, o nacionales de países ajenos a los tratados, eran procesados en el Tribunal Mixto Internacional de la Concesión Francesa, una corte nominalmente dirigida por un oficial chino pero "asistida" por oficiales consulares franceses, que usaba una versión adaptada de los procedimientos legales chinos. El Tribunal Mixto Internacional fue abolido en 1930 y reemplazado por tribunales chinos bajo el sistema judicial de la República de China.
El Consulado francés también tenía a la Policía Consular Francesa bajo su mando.

## Demografía
Mientras que la Concesión Francesa comenzó como un asentamiento para los franceses, pronto atrajo residentes de varias nacionalidades.
En la década de 1920, con la expansión de la Concesión Francesa, comerciantes del Reino Unido y Estados Unidos que trabajaban en la Concesión Internacional decidieron construirse casas más espaciosas en la parte nueva de la Concesión Francesa. Un legado de esta presencia anglófona es el Colegio Americano en la Avenue Pétain (hoy Calle Hengshan), y la cercana "Community Church".

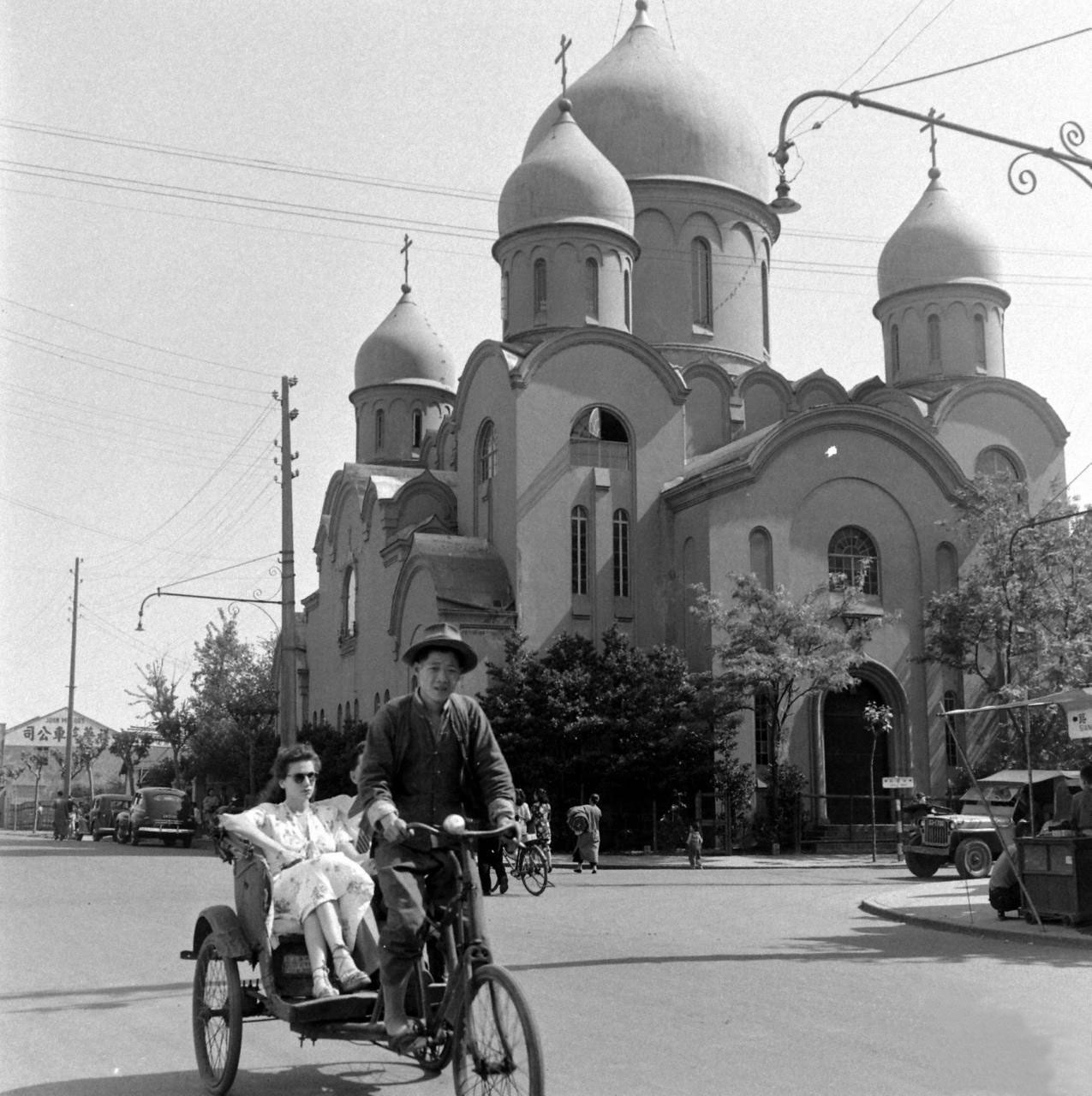
Catedral ortodoxa rusa de la Madre de Dios de Shanghái, 1936.

Shanghái acogió un gran flujo de emigrados rusos tras la Revolución Rusa de 1917. Ello hizo crecer a la población rusa de la Concesión Francesa de 41 en 1915 a 7.000 en 1917. Este número creció a 8.260 para 1934 tras la ocupación japonesa de Manchuria, donde muchos rusos trabajaban en el Ferrocarril Oriental de China. Dos templos de la Iglesia Ortodoxa Rusa pueden verse aún a día de hoy en la antigua Concesión Francesa. La comunidad rusa tuvo una amplia presencia en las calles comerciales como la Avenida Joffre, y contribuyeron al desarrollo de la escena musical profesional en Shanghái.
La población china de la Concesión Francesa aumentó durante la Rebelión Taiping, llegando a los 500.000 habitantes justo antes del comienzo de la segunda guerra sino-japonesa. Durante la Segunda Guerra Mundial, las fuerzas japonesas ocuparon inicialmente solo las zonas de soberanía china, dejando las concesiones extranjeras sin intervenciones. Los residentes de las zonas chinas se trasladaron la Concesión Francesa en gran número, llegando a conformar 825.342 habitantes en los últimos años de su existencia administrativa.

## Localidades
- Lokawei (en chino: 卢家湾; pinyin: Lújiāwān) fue un área nombrada por el arroyo de Zhaojiabang. Aquí se encontraban el principal depósito policial y la prisión de la Concesión Francesa. El antiguo Distrito de Luwan, hoy parte del Distrito de Huangpu, fue nombrado por esta localidad. Desde la década de 1990, esta área ha visto un elevado volumen de desarrollo residencial.

- Zikawei ("Confluencia de Xu" o "Xujiahui" en mandarín) fue un área nombrada por la familia de Xu Guangqi y la confluencia de dos ríos locales. Mientras que Xujiahui no era técnicamente parte de la Concesión Francesa (yaciendo inmediatamente al oeste de los límites de la Concesión), se encontraba en el centro del Shanghái católico, con la Catedral de San Ignacio, el Observatorio, la Biblioteca y varios colegios, de los cuales todos eran de administración francesa. Hoy en día, Xujiahui es un ajetreado distrito comercial. El actual Distrito de Xuhui fue nombrado en honor a esta localidad.

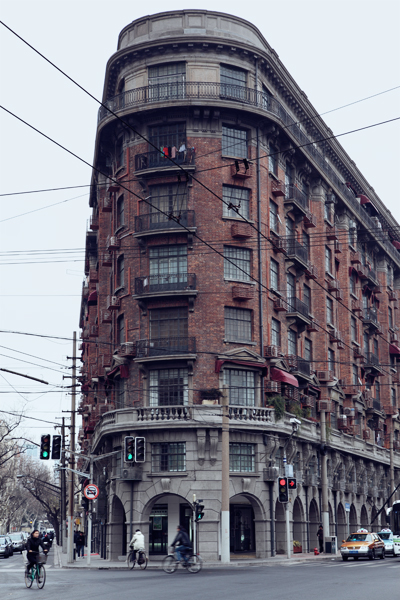
Edificio de Apartamentos "Normandie" en la Avenida Joffre.

- Avenida Joffre, hoy conocida como Calle de Huaihai Central, fue una avenida que se extendía a lo largo de la Concesión Francesa en dirección este-oeste. La calle fue nombrada en honor a Joseph Joffre en 1916, con el nuevo nombre siendo inaugurado por el propio mariscal en 1922. La Avenida Joffre era un tramo de tranvía. Su sección oriental contaba con residencias shikumen. Su parte occidental tenía amplios desarrollos residenciales, incluyendo casas particulares y bloques de apartamentos. La sección central era - y es - una popular zona comercial, con numerosas tiendas abiertas por la comunidad rusa. La antigua Avenida Joffre continúa siendo un distrito comercial de tiendas de alta gama.

- Avenida Pétain, hoy conocida como Calle Hengshan, fue una avenida destacada que conectaba Xujiahui con el centro de la Concesión Francesa. Representaba el centro del distrito residencial de la Concesión Francesa y albergaba numerosas mansiones y edificios de apartamentos caros. Desde la década de 1990, algunas de sus antiguas casas han sido reformadas y convertidas en bares y discotecas. Aunque algunos bares permanecen, en los últimos años la calle se ha convertido en una zona más residencial.